# 慧
慧（え、梵: prajñā, mati）は、仏教用語で下記の2つの意味がある。
1. 心所（心のはたらき）の一つであり、事物や道理を識知・弁別・判断する精神作用[1]。上座部大寺派では慧根（えこん、paññindriya）と呼ばれる。本記事で詳述。
2. 禅定や三昧によって静められた心によって、真実の道理をありのままに見ぬくはたらき[1]。prajñā を音写して般若という[1]。戒・定とともに三学の一つ[1][注釈 1]。般若を参照。

## 心所としての慧
慧は善・不善・無記の三性（さんしょう）に通じ、善慧は正見や正慧とも称する。悪慧（不善と不覆無記）のうち、特にはたらきの激しいものを悪見と称し、五見とする。

### 宗派ごとの扱い
心所としての慧の位置づけについて、宗派ごとに説がある。